# FIVB 세계 남자 배구 선수권 대회
FIVB 세계 남자배구 선수권대회(영어: FIVB Volleyball Men's World Championship)는 배구 종목을 총괄하는 국제기구인 국제 배구 연맹(FIVB)이 주관하는 국제 배구 대회이다. 대회는 1949년에 창설되었으며, FIVB 가맹국의 성인 남자 국가대표팀이 참여한다. 대회 초창기에는 변동 사항이 있었지만, 1962년 이래 4년을 주기로 열리고 있다. 현재 우승국은 자국에서 개최된 2014년 선수권대회에서 우승한 폴란드이다.
현행 대회 방식 하에서 본선에 진출하기 위해서는 본선이 시작되기 3년 전부터 시행되는 예선 단계를 거쳐야 한다. 본선 토너먼트에서는 개최국을 포함한 24개국이 한 달 남짓 동안 개최국에서 대회를 치른다. 현재까지 총 18번의 세계 선수권대회가 열리는 동안 7개국이 우승을 차지하였다. 최다 우승국으로는 소련 국가대표팀의 기록을 승계하는 러시아가 6번 우승컵을 들어올렸다. 러시아는 또한 역대 모든 세계 선수권대회의 본선 토너먼트에 진출한 유일한 국가대표팀이다. 러시아의 뒤를 이어 브라질과 이탈리아가 각각 3번씩 대권을 들어올렸다. 폴란드와 체코슬로바키아 대표팀의 기록을 승계하는 체코는 각자 총 2번, 미국과 동독 대표팀의 기록을 승계하는 독일은 각자 총 1번 세계 선수권대회에서 우승하였다.
차기 세계 선수권대회는 2018년에 열리며, 이탈리아와 불가리아가 공동으로 개최된다. 동일한 성격의 여자부 대회로는 FIVB 세계 여자배구 선수권대회가 있다.

## 역사

### 기원
세계 선수권 대회는 FIVB가 1947년에 설립된 이후 FIVB 주관으로 1949년 체코 슬로바키아 프라하에서 처음 개최되었다. 참가국은 유럽으로 제한되었다.
3년 후, 여자 대회가 개최되었고, 참가국에 아시아 국가를 포함시키는 한편 4년 주기로 개최하기 시작하였다. 다음 대회부터 남미와 중앙 아메리카, 북미팀으로 참가국이 확장되었다.
배구가 1964년 올림픽에 정식종목으로 추가할 때부터 세계 선수권 대회와 올림픽이 2년마다 벌어지도록 세계 선수권 대회도 4년 주기로 개최된다. 1970년부터 아프리카 팀도 대회에 참여하였다. 이로서 다섯 대륙 연합의 회원을 가진 대회라는 원래의 목표를 달성했다.
참가 팀 수는 그동안 계속 변경되었다. 1970년대에는 23(여자)·24(남자)개 팀이 참가했고, 1980년대 중반부터 1994년까지는 16팀으로 줄었다가, 1998년 이후 24개팀으로 확장됐다.

### 우승국
세계 배구 선수권 대회는 원래 유럽 국가가 지배하였다.
처음 두 회는 소련이 우승했다. 1956년, 두 번 준우승한 체코 슬로바키아는 우승했다. 이는 두 가지 연속 승리 뒤에 체코 슬로바키아와 소련을 통해 모두 달성되었다. 체코는 1966년대회에서 우승했다.
1970년 동독에서 불가리아가 자신의 처음이자 유일한 우승이다. 1974년 소련은 한 번 더 우승하지만, 결국 마지막에 폴란드에 패배한다. 이들은 두 개 대회에서 우승해서 리더십을 확인한다.
1986년 미국은 십년의 상승을 바탕으로, 전통의 강호 소련을 2년 뒤 1980년, 1984년 올림픽 보이콧 후 서울 올림픽에서 미국의 Karch 랄리와 스티브 티몬을 호의로 정착되었다. 이탈리아선수단은 3년 연속(1998, 1990, 1994) 우승을 했고, 1990년대에 로렌조 Bernarci와 안드레아 GIANI가 지배했다.
2000년대에 브라질은 세 개의 연속 대회(2002년, 2006년 및 2010년)를 최초로 우승했고, 스포츠에서 최고의 팀이었다. 아르헨티나 부에노스 아이레스에서 브라질은 1982년 같은 무대에서 준우승 했다. 2014년 폴란드는 홈에서 브라질을 상대로 경기를 펼쳐 두 번째 우승을 달성하였다.

## 현행 대회 방식
- 대회 본선에는 24개국이 출전한다.
- 대회 예선은 2년에 걸쳐 시행한다.
- 개최국은 자동으로 본선 진출권을 획득한다.
- 대륙별 본선 진출국의 수는 국제 배구 연맹(FIVB)에 의해 결정된다.
- 대회 본선에 진출하기 위해서는 FIVB에서 관리하는 세계랭킹에 따라 예선격 대회(들)에서 참가하여 탈락하지 말아야 한다. 랭킹이 낮은 국가는 최대 3개의 대회에, 랭킹이 높은 국가는 단지 1개의 대회에 참가하면 된다.
- 대회 본선은 예선 라운드(preliminary round)와 결선 라운드(final round)로 구성된다. 참가국 수에 따라서 1개 이상의 중간 라운드(intermediary round)를 둘 수도 있다.
- 예선 라운드에서 참가국은 복수의 조(pool)로 배정된다. 각 조에서는 라운드 로빈으로 경기가 치러진다.
- 예선 라운드가 종료된 시점에서 각 조의 상위 n개국은 다음 라운드에 진출하며, 진출에 실패한 팀들은 대회에서 탈락한다. n의 값은 당해 대회의 참가국 수, 결선 라운드 방식 등을 종합적으로 고려하여 결정된다.
- FIVB는 지금까지 결선 라운드에서 다양한 방식들을 도입했다. 최근의 경향은 결선 라운드에 올림픽 배구의 형식을 따르는 준결승전과 결승전이 반드시 치러진다.
- 8강전에 이르러서 복수의 그룹(group)으로 참가국을 나눈 뒤 라운드 로빈을 진행하는 경우도 있으며 또는 바로 싱글 엘리미네이션 토너먼트 방식으로 진행하는 경우도 있다. 후자의 경우 예선을 통과한 참가국들을 8강으로 추리기 위한 중간 라운드를 둘 수도 있다.
- 선수단 구성에 관해서는 매우 엄격한 규칙이 적용된다. 단지 12명으로 구성된 선수단만 허용되며 부상의 경우에도 선수단 교체는 허용되지 않는다.

## 역대 대회 결과
| 1949 | 체코슬로바키아    | 소련           | 라운드 로빈 | 체코슬로바키아 | 불가리아   | 라운드 로빈 | 루마니아                | 10 |
| 1952 | 소련              | 소련           | 라운드 로빈 | 체코슬로바키아 | 불가리아   | 라운드 로빈 | 루마니아                | 11 |
| 1956 | 프랑스            | 체코슬로바키아 | 라운드 로빈 | 루마니아       | 소련       | 라운드 로빈 | 폴란드                  | 20 |
| 1960 | 브라질            | 소련           | 라운드 로빈 | 체코슬로바키아 | 루마니아   | 라운드 로빈 | 폴란드                  | 14 |
| 1962 | 소련              | 소련           | 라운드 로빈 | 체코슬로바키아 | 루마니아   | 라운드 로빈 | 불가리아                | 21 |
| 1966 | 체코슬로바키아    | 체코슬로바키아 | 라운드 로빈 | 루마니아       | 소련       | 라운드 로빈 | 동독                    | 22 |
| 1970 | 불가리아          | 동독           | 라운드 로빈 | 불가리아       | 일본       | 라운드 로빈 | 체코슬로바키아          | 24 |
| 1974 | 멕시코            | 폴란드         | 라운드 로빈 | 소련           | 일본       | 라운드 로빈 | 동독                    | 24 |
| 1978 | 이탈리아          | 소련           | 3-0         | 이탈리아       | 쿠바       | 3-1         | 대한민국                | 24 |
| 1982 | 아르헨티나        | 소련           | 3-0         | 브라질         | 아르헨티나 | 3-0         | 일본                    | 24 |
| 1986 | 프랑스            | 미국           | 3-1         | 소련           | 불가리아   | 3-0         | 브라질                  | 16 |
| 1990 | 브라질            | 이탈리아       | 3-1         | 쿠바           | 소련       | 3-0         | 브라질                  | 16 |
| 1994 | 그리스            | 이탈리아       | 3-1         | 네덜란드       | 미국       | 3-1         | 쿠바                    | 16 |
| 1998 | 일본              | 이탈리아       | 3-0         | 유고슬라비아   | 쿠바       | 3-1         | 브라질                  | 24 |
| 2002 | 아르헨티나        | 브라질         | 3-2         | 러시아         | 프랑스     | 3-0         | 유고슬라비아 연방공화국 | 24 |
| 2006 | 일본              | 브라질         | 3-0         | 폴란드         | 불가리아   | 3-1         | 세르비아 몬테네그로     | 24 |
| 2010 | 이탈리아          | 브라질         | 3-0         | 쿠바           | 세르비아   | 3-1         | 이탈리아                | 24 |
| 2014 | 폴란드            | 폴란드         | 3-1         | 브라질         | 독일       | 3-0         | 프랑스                  | 24 |
| 2018 | 이탈리아 불가리아 | 폴란드         | 3-0         | 브라질         | 미국       | 3-1         | 세르비아                | 24 |

## 기록과 통계
※ 전임국의 기록을 승계하는 것과 관련하여 국제 배구 연맹(FIVB)은 다음의 기록승계를 인정하고 있다.
1.  러시아는  소련의 기록을 승계한다.
2.  체코는  체코슬로바키아의 기록을 승계한다.
3.  독일은  동독의 기록을 승계한다.
4.  세르비아는  유고슬라비아 및  세르비아 몬테네그로의 기록을 승계한다.

### 국가별 우승 횟수
| 우승국   | 우승 횟수 |
| -------- | --------- |
| 러시아   | 6회       |
| 브라질   | 3회       |
| 이탈리아 | 3회       |
| 체코     | 2회       |
| 폴란드   | 2회       |
| 독일     | 1회       |
| 미국     | 1회       |

### 국가별 메달 집계
| 순위 | 국가       | 금메달 | 은메달 | 동메달 | 합계 |
| ---- | ---------- | ------ | ------ | ------ | ---- |
| 1    | 러시아     | 6      | 3      | 3      | 12   |
| 2    | 브라질     | 3      | 2      | 0      | 5    |
| 3    | 이탈리아   | 3      | 1      | 0      | 4    |
| 4    | 체코       | 2      | 4      | 0      | 6    |
| 5    | 폴란드     | 2      | 1      | 0      | 3    |
| 6    | 독일       | 1      | 0      | 1      | 2    |
| 6    | 미국       | 1      | 0      | 1      | 2    |
| 8    | 쿠바       | 0      | 2      | 2      | 4    |
| 8    | 루마니아   | 0      | 2      | 2      | 4    |
| 10   | 불가리아   | 0      | 1      | 4      | 5    |
| 11   | 세르비아   | 0      | 1      | 1      | 2    |
| 12   | 네덜란드   | 0      | 1      | 0      | 1    |
| 13   | 일본       | 0      | 0      | 2      | 2    |
| 14   | 아르헨티나 | 0      | 0      | 1      | 1    |
| 14   | 프랑스     | 0      | 0      | 1      | 1    |
| 합계 | 합계       | 18     | 18     | 18     | 54   |

### 국가별 4강 기록
| 순위 | 국가       | 우승 (최근) | 준우승 (최근) | 3위 (최근) | 4위 (최근) |
| ---- | ---------- | ----------- | ------------- | ---------- | ---------- |
| 1    | 러시아     | 6회 (1982)  | 3회 (2002)    | 3회 (1990) | 0회        |
| 2    | 브라질     | 3회 (2010)  | 2회 (2014)    | 0회        | 3회 (1998) |
| 3    | 이탈리아   | 3회 (1998)  | 1회 (1978)    | 0회        | 1회 (2010) |
| 4    | 체코       | 2회 (1966)  | 4회 (1962)    | 0회        | 1회 (1970) |
| 5    | 폴란드     | 2회 (2014)  | 1회 (2006)    | 0회        | 2회 (1960) |
| 6    | 독일       | 1회 (1970)  | 0회           | 1회 (2014) | 2회 (1974) |
| 7    | 미국       | 1회 (1986)  | 0회           | 1회 (1994) | 0회        |
| 8    | 루마니아   | 0회         | 2회 (1966)    | 2회 (1962) | 2회 (1952) |
| 9    | 쿠바       | 0회         | 2회 (2010)    | 2회 (1998) | 1회 (1994) |
| 10   | 불가리아   | 0회         | 1회 (1970)    | 4회 (2006) | 1회 (1962) |
| 11   | 세르비아   | 0회         | 1회 (1998)    | 1회 (2010) | 2회 (2006) |
| 12   | 네덜란드   | 0회         | 1회 (1994)    | 0회        | 0회        |
| 13   | 일본       | 0회         | 0회           | 2회 (1974) | 1회 (1982) |
| 14   | 프랑스     | 0회         | 0회           | 1회 (2002) | 1회 (2014) |
| 15   | 아르헨티나 | 0회         | 0회           | 1회 (1982) | 0회        |
| 16   | 대한민국   | 0회         | 0회           | 0회        | 1회 (1978) |

### 국가별 개최 횟수
다음은 역대 세계 남자배구 선수권대회를 개최한 국가들의 목록이다. "*" 표시는 당해 대회의 공동개최를 의미한다.
| 개최국         | 개최 횟수 | 개최년도          |
| -------------- | --------- | ----------------- |
| 이탈리아       | 3         | 1978, 2010, 2018* |
| 소련           | 2         | 1952, 1962        |
| 체코슬로바키아 | 2         | 1949, 1966        |
| 프랑스         | 2         | 1956, 1986        |
| 브라질         | 2         | 1960, 1990        |
| 아르헨티나     | 2         | 1982, 2002        |
| 일본           | 2         | 1998, 2006        |
| 불가리아       | 2         | 1970, 2018*       |
| 멕시코         | 1         | 1974              |
| 그리스         | 1         | 1994              |
| 폴란드         | 1         | 2014              |

### 역대 대회MVP
- 1949 ~ 1978 - 별도의 시상 없음
- 1982년 - 미상
- 1986년 -  필립 블랭 (Philippe Blain)
- 1990년 -  안드레아 루체타 (Andrea Lucchetta)
- 1994년 -  로렌조 베르나르디 (Lorenzo Bernardi)
- 1998년 -  라파엘 파스쿠알 (Rafael Pascual)
- 2002년 -  마르코스 밀린코비치 (Marcos Milinkovic)
- 2006년 -  지바 (Gilberto Amauri de Godoy Filho)
- 2010년 -  무릴로 (Murilo Endres)
- 2014년 -  마리유시 블라즐리 (Mariusz Wlazły)
- 2018년 -

## 같이 보기
- 올림픽 배구
- FIVB 세계 여자 배구 선수권 대회
- FIVB 남자 배구 월드컵
- FIVB 월드그랜드챔피언스컵
- FIVB 배구 월드리그
- FIVB 남자 배구 네이션스리그